# Sintang (stato)
Il sultanato di Sintang (in lingua aceh: Kerasultan Sintang) fu uno stato principesco esistito nell'attuale Indonesia dal 1672 sino al 1950.
Lo stato copriva l'area dell'attuale Reggenza di Sintang, nel Kalimantan Occidentale, in Indonesia. 

## Storia
Originariamente un regno indù, nel 1672 si convertì alla fede islamica.
Si ritiene che l'origine dell'antico regno di Sintang fosse da situarsi nei pressi del villaggio di Tabelian Nanga Sepauk, a circa 50 km dall'attuale città di Sintang. Nel sito archeologico è stato ritrovato una Linga e uno Yoni oltre ad una statua di bronzo rappresentante Shiva nei pressi del vicino villaggio di Temian Empakank.
Nel 1818, i due stati principeschi più importanti del Borneo inclusi nella zona di influenza della Compagnia olandese delle Indie orientali con il trattato di Londra del 1824, il Sultanato di Pontianak ed il Sultanato di Sambas, riconobbero la sovranità olandese, ma già l'anno precedente il sultano di Sintang aveva firmato un contratto col governo coloniale di Batavia col quale riconosceva il diritto agli olandesi di mantenere in loco una guarnigione. Quest'ultimo atto fu particolarmente voluto dal governo coloniale olandese vista la recente attività dell'inglese James Brooke nel Borneo settentrionale che aveva spinto gli olandesi a rafforzare la loro presenza lungo il fiume Kapuas. Nel 1855 Sintang, in cambio della benevolenza dimostrata nei confronti dei coloni, riconosciuto come stato vassallo degli olandesi.
Con la soppressione degli stati principeschi indonesiani e la proclamazione della repubblica nel 1950, il sultanato cessò di essere un'entità con valenza politica, rimanendo come organismo meramente cerimoniale e per la tutela della storia e delle tradizioni locali.

## Sovrani di Sintang
- 1672 - 1738 : Muhammad Shamsuddin Said ul-Khairiwaddin Sultan Nata
- 1738 - 1786 : Abdul Rahman Muhammad Jalaluddin, figlio del precedente
- 1786 - 1796 : Abdul Rashid Muhammad Jamaluddin, figlio del precedente
- 1796 - 1851 : Muhammad Qamaruddin, figlio del precedente
- 1851 - 1855 : Muhammad Jamaluddin II, figlio del precedente
- 1855 - 1889 : Abdul Said, figlio del precedente , Panembahan Kusuma Negara I
- 1889 - 1905 : Ismail, figlio del precedente , Panembahan Kusuma Negara II
- 1905 - 1913 : Abdul Majid, figlio del precedente , Panembahan Kusuma Negara III
- 1913 - 1934 : Ade Muhammad Jun Abdul Kadir Pangeran Adipati Temenggong Setia Agama, reggente
- 1934 - 1944 : Muhammad Jamaluddin, figlio di Abdul Majid, Panembahan Kusuma Negara IV
- 1944 - 1947 : Muhammad Shamsuddin, Panembahan Kusuma Negara V
- Depuis 2005 : Muhammad Ikhsan Kesuma Negara VI